# Pristimantis pinguis
Espèce
Synonymes
- Eleutherodactylus pinguis Duellman & Pramuk, 1999

Statut de conservation UICN

 EN  : En danger
Pristimantis pinguis est une espèce d'amphibiens de la famille des Craugastoridae.

## Répartition
Cette espèce est endémique de la province de Celendín dans la région de Cajamarca au Pérou. Elle se rencontre entre 3 000 et 3 916 m d'altitude sur le versant ouest de la cordillère Occidentale.

## Description
Les femelles mesurent de 28,4 à 29,8 mm.

## Publication originale
- Duellman & Pramuk, 1999 : Frogs of the genus Eleutherodactylus (Anura: Leptodactylidae) in the Andes of northern Peru. Scientific Papers Natural History Museum the University of Kansas, no 13, p. 1-78 (texte intégral).